# اوبرندورف ام لاش
اوبرندورف ام لاش (به آلمانی: Oberndorf am Lech) یک شهر در آلمان است که در دناو-ریس واقع شده‌است.